# Laufradsatz
Ein Laufradsatz ist ein nicht angetriebener Radsatz eines Triebfahrzeuges. Der Begriff Laufachse ist aber in der Fachliteratur ebenfalls gebräuchlich und als gleichwertig anzusehen.
Im Gegensatz dazu ist ein Treibradsatz (Treibachse) oder ein Kuppelradsatz (Kuppelachse) ein angetriebener Radsatz einer Lokomotive oder eines Triebwagens. Die Anordnung der Laufachsen wird mit Hilfe der Achsformel beschrieben.
Die Verwendung ob Laufradsatz oder Laufachse ist vom Kontext abhängig, da man bei Lokomotiven von der Achsfolge und nicht der Radsatzfolge spricht. Wenn das Bauteil für sich alleine bezeichnet wird, wird dafür der Begriff Radsatz verwendet, und dementsprechend ist Laufradsatz anzuwenden.

## Aufgaben
Laufachsen tragen einen Teil der Masse des Fahrzeuges, damit die zulässige Achslast nicht überschritten wird, und übernehmen die Führung des Fahrzeugs im Gleis. Daher richtet sich ihre Anzahl nach der Dienstmasse und der zugelassenen Höchstgeschwindigkeit des Fahrzeugs.
Ein Sonderfall besteht bei Triebfahrzeugen mit der Achsfolge A1. Bei diesen zweiachsigen Fahrzeugen bedient die Laufachse durchaus auch die o. g. Aufgaben. Jedoch ergäbe sich bei einem Schienenfahrzeug mit nur einer angetriebenen Achse ohne Laufachse – also einem einachsigen Fahrzeug – das schlichte Problem, dass das Fahrzeug umkippen würde. Die Laufachse verhindert dieses.

## Verwendung

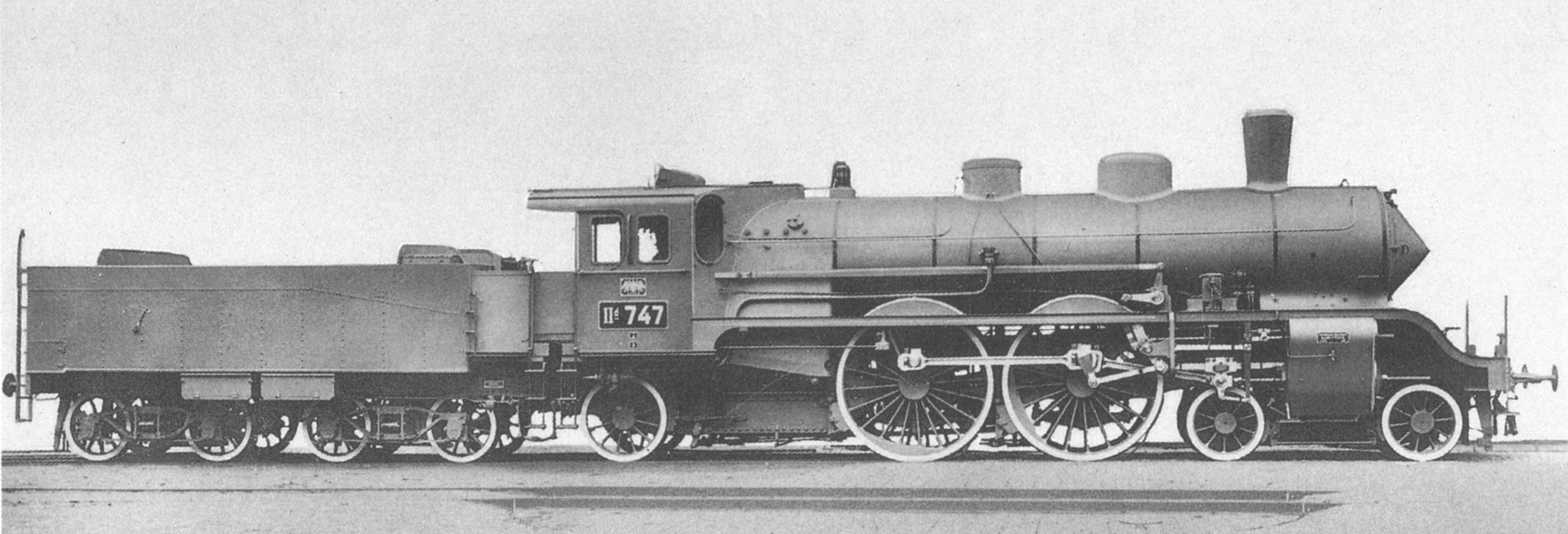
Badische II-d-Dampflokomotive mit drei Laufachsen und zwei angetriebenen Achsen

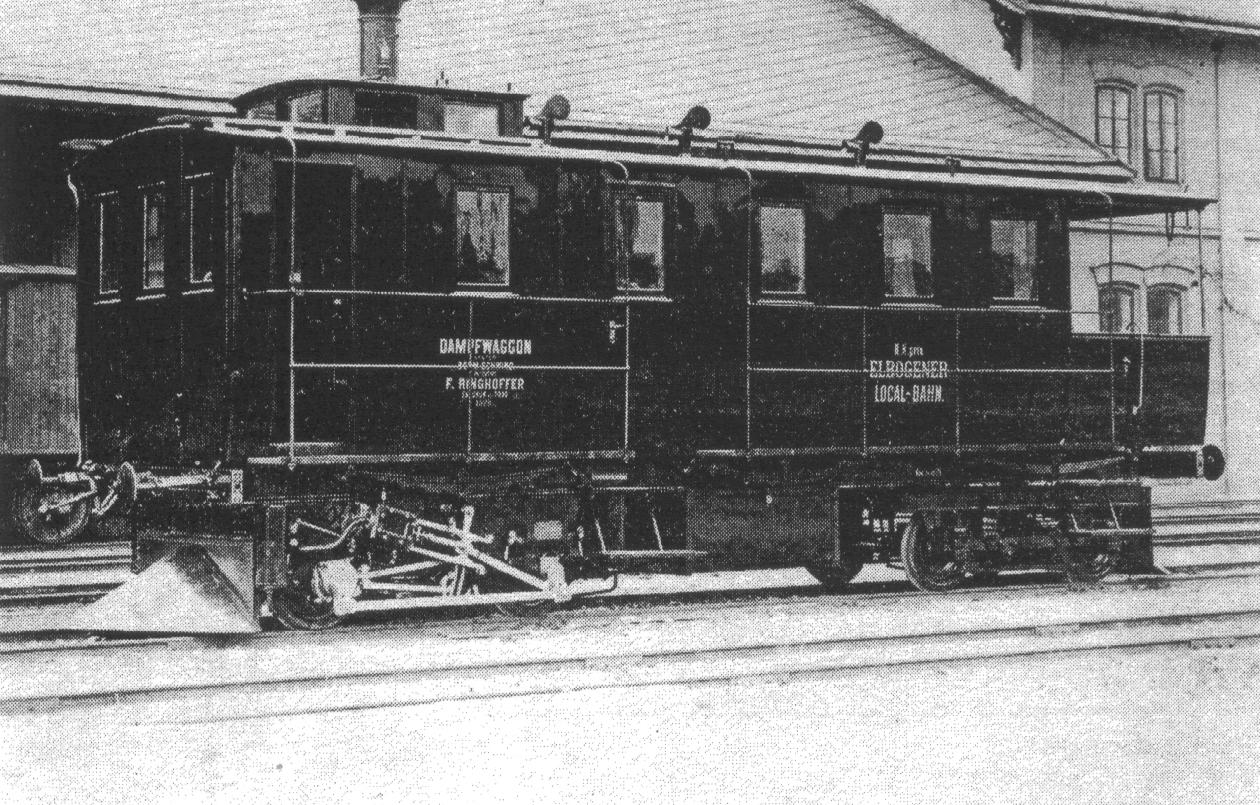
Dampftriebwagen C 201 der ÖLEG aus dem Jahr 1880 mit Laufdrehgestell rechts und Triebdrehgestell links im Bild

Triebwagen werden mit Laufachsen ausgerüstet, wenn für das Erfüllen des Betriebsprogrammes kein Allachsantrieb erforderlich ist. Damit wird die Fahrzeugkonstruktion insbesondere bei dieselmechanisch und -hydraulisch angetriebenen Fahrzeugen vereinfacht.
Nur bei älteren Lokomotiven wurden Laufachsen verwendet, um ihre Masse mitzutragen und sie bei hohen Geschwindigkeiten im Gleis zu führen. Bei modernen Lokomotiven sind nur Treibachsen in Drehgestellen untergebracht, damit die gesamte Masse des Fahrzeuges zur Adhäsion beiträgt. Auch bei hohen Geschwindigkeiten führen Drehgestelle das Fahrzeug sicher im Gleis.
Bei Dampflokomotiven in Regelbauart verringern Laufradsätze vor den Kuppelachsen (deshalb auch »Vorläufer« genannt) neben der Führung des Fahrzeuges im Gleis die vorderen überhängenden Massen, insbesondere in Form der Zylinder mit der inneren Steuerung der Dampfmaschine und der Rauchkammer. Nachläufer oder Schleppachsen unterstützen bei Schlepptenderlokomotiven den Stehkessel, der damit mit dem Aschkasten unbehindert durch die gekuppelten Radsätze dahinter und breit über dem Rahmen angeordnet werden kann. Insbesondere die Konstruktion von schnellfahrenden Lokomotiven mit einem großen Treib- und Kuppelraddurchmesser wird dadurch erleichtert. Bei Tenderlokomotiven dienen hintere Laufachsen zusätzlich der Führung bei der Fahrt mit dem Tender voraus. Außerdem tragen sie die Massen der Vorräte, ihr Verbrauch im Betrieb wirkt sich dadurch weniger auf die verfügbare Reibungsmasse aus.
Im Gegensatz zu gekuppelten Radsätzen, die funktionsbedingt parallel im Rahmen geführt werden müssen, was insbesondere bei Maschinen mit vielen Kuppelachsen in engen Bögen zu einer starken Schrägstellung der Endachsen führt, können Laufachsen verschleißmindernd radial einstellbar eingebaut werden. Ergänzt um Rückstellvorrichtungen vergrößert sich dadurch die geführte Länge und damit die Führung im Gleis. Zusätzlich verbessert wird sie durch das Verteilen der Führungskräfte auf mehrere Achsen, beispielsweise durch ein Laufdrehgestell oder die Verbindung einer Lauf- und einer Kuppelachse in Form eines Krauss-Helmholtz-Lenkgestells.